# Höttingen (Bütthard)
Höttingen ist ein Gemeindeteil des Marktes Bütthard im unterfränkischen Landkreis Würzburg in Bayern.

## Geografische Lage
Das Kirchdorf Höttingen liegt im Nordosten des Büttharder Gemeindegebietes in der Nähe des Insinger Baches. Nördlich beginnt das Gebiet der Gemeinde Giebelstadt mit der Gemarkung des Gemeindeteils Allersheim. Ebenso wird der Osten vom Giebelstädter Gemeindeteil Euerhausen eingenommen. Südöstlich ist Gaurettersheim zu finden. Mit Bütthard, das sich westlich von Höttingen erhebt, ist das Dorf über die Kreisstraße WÜ 36 verbunden. Im Nordwesten liegt Gützingen.

## Geschichte
Der Ort wurde bereits im Mittelalter gegründet. Höttingen besaß zu diesem Zeitpunkt einen befestigten Adelssitz und war Sitz eines eigenen Ortsadels. Erstmals erwähnt wurde Höttingen im Jahr 1223. Um 1294 verkaufte man das Dorf an das Stift Neumünster in Würzburg. Bereits seit dem 14. Jahrhundert bestand in Höttingen eine Kapelle. Später war der Ort Teil des Amtes Bütthard im Hochstift Würzburg. Als letzter Gemeindeteil kam Höttingen 1978 zur Gemeinde Bütthard.

## Baudenkmäler
Den Mittelpunkt des Dorfes bildet noch heute die katholische Filialkirche St. Burkard und St. Bonifatius. Sie entstand um 1614 in ihrer heutigen Form als Saalkirche mit eingezogenem Chor und einem Dachreiter mit Glockendach. 1706 erweiterte man den Bau um eine klassizistische Westfassade mit den Figuren der Kirchenpatrone. Die Seitenaltäre stammen aus der Hand des Bildhauers Georg Adam Gutmann. Die Kirche gehört heute zur Pfarreiengemeinschaft Giebelstadt-Bütthard.
Das Dorf und die Gemarkung von Höttingen werden von den vielen Bildstöcken und weiteren Kleindenkmälern geprägt. Die Objekte zeugen von der Volksfrömmigkeit der Bevölkerung in der Vergangenheit. Der älteste Stock aus dem Jahr 1720 zeigt einen Unfall mit einem Erntewagen; der Stock wurde im 19. Jahrhundert erneuert. Alle weiteren Bildstöcke des Dorfes kamen im 19. Jahrhundert in die Gemeinde. Sie gehen auf private Stifter zurück.